# Amata germana
Amata germana är en fjärilsart som beskrevs av Felder 1862. Amata germana ingår i släktet Amata och familjen björnspinnare. Inga underarter finns listade i Catalogue of Life.